# Totally Jodie Marsh

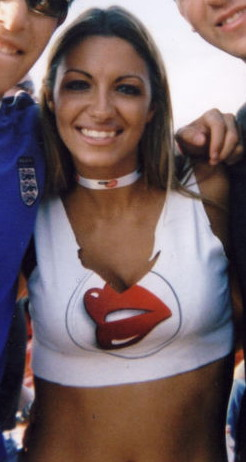
Jodie Marsh

Totally Jodie Marsh är en MTV-produktion från 2007 där den engelska glamourmodellen Jodie Marsh skulle hitta mannen i sitt liv.